# 増田弘
増田 弘（ますだ ひろし、1947年5月24日 - ）は、日本の政治学者。専門は、日本政治外交史・日米関係・安全保障論。平和祈念展示資料館館長、立正大学名誉教授、東洋英和女学院大学名誉教授。立正大学法学部特任教授、東洋英和女学院大学教授、石橋湛山研究学会会長、独立行政法人平和祈念事業特別基金理事長等を歴任。

## 人物・経歴
神奈川県生まれ。神奈川県立横須賀高等学校(高18期)を経て、1971年慶應義塾大学法学部政治学科(池井優ゼミ)卒業後、1976年同大学大学院法学研究科単位取得退学。1991年法学博士の学位を取得。
1980年琉球大学法文学部専任講師、1981年同助教授を経て、1990年東洋英和女学院大学人文学部。同大社会科学部、同大国際社会学部教授、名誉教授。2016年より立正大学法学部特任教授（2018年3月退任、その後名誉教授）。
2013年から2019年まで石橋湛山研究学会会長を務める。
1990年、『石橋湛山研究』で石橋湛山賞を、1993年には『公職追放 三代政治パージの研究』で吉田茂賞を受賞。

## 著書

### 単著
- 『日米関係史概説――ペリーからカーターまで』（南窓社, 1977年）
- 『石橋湛山――占領政策への抵抗』（草思社, 1988年）、オンデマンド版2003年
- 『石橋湛山研究――「小日本主義者」の国際認識』（東洋経済新報社, 1990年）
- 『侮らず、干渉せず、平伏さず――石橋湛山の対中国外交論』（草思社, 1993年）
- 『石橋湛山――リベラリストの真髄』（中公新書, 1995年）
- 『公職追放――三大政治パージの研究』（東京大学出版会, 1996年）
- 『公職追放論』（岩波書店, 1998年）
- 『政治家追放』（中央公論新社〈中公叢書〉, 2001年）
- 『自衛隊の誕生――日本の再軍備とアメリカ』（中公新書, 2004年）
- 『マッカーサー――フィリピン統治から日本占領へ』（中公新書, 2009年）
- 『石橋湛山――思想は人間活動の根本・動力なり』（ミネルヴァ書房〈日本評伝選〉, 2017年）
- 『南方からの帰還――日本軍兵士の抑留と復員』（慶應義塾大学出版会, 2019年）
- 『政治家・石橋湛山研究――リベラル保守政治家の軌跡』（東洋経済新報社, 2023年）

### 編著
- 『小日本主義――石橋湛山外交論集』（草思社, 1984年）
- 『GHQ民政局資料「占領改革」（5） 公職追放』（丸善, 1998年-2000年）
- 『ニクソン訪中と冷戦構造の変容――米中接近の衝撃と周辺諸国』（慶應義塾大学出版会, 2006年）
- 『大日本帝国の崩壊と引揚・復員』（慶應義塾大学出版会, 2012年）
- 『戦後日本首相の外交思想　吉田茂から小泉純一郎まで』（ミネルヴァ書房, 2016年）
- 『戦後日本保守政治家の群像　自民党の変容と多様性』（ミネルヴァ書房, 2023年）

### 共編著
- （木村昌人）『日本外交史ハンドブック――解説と資料』（有信堂高文社, 1995年）
- （波多野澄雄）『アジアのなかの日本と中国――友好と摩擦の現代史』（山川出版社, 1995年）
- （伊藤隆）『石橋湛山日記――昭和20-31年』（みすず書房, 2001年）、2冊組
- （天川晃）『地域から見直す占領改革――戦後地方政治の連続と非連続』（山川出版社, 2001年）
- （土山實男）『日米関係キーワード』（有斐閣, 2001年）
- （佐藤晋）『新版 日本外交史ハンドブック――解説と資料』（有信堂高文社, 2007年、増補版2016年）

### 監修
- 『なぜ世界で紛争が無くならないのか』（講談社+α新書, 2009年）
- 『鳩山一郎とその時代』（中島政希と監修、平凡社, 2021年）

### 訳書
- アレクシス・ジョンソン『ジョンソン米大使の日本回想――二・二六事件から沖縄返還・ニクソンショックまで』（草思社, 1989年）
- 『GHQ日本占領史（6）公職追放』（日本図書センター, 1996年）
- 『周恩来キッシンジャー機密会談録』（毛里和子共監訳、岩波書店, 2004年）、オンデマンド版2014年